# エレメンタル ジェレイド
『EREMENTAR GERAD』（エレメンタル ジェレイド）および『EREMENTAR GERAD -蒼空の戦旗-』（エレメンタル ジェレイド あおのせんき、-FLAG OF BLUESKY-）は、東まゆみによる日本の漫画作品。
本稿では、この二作品を原作とするアニメ「エレメンタル ジェレイド」と、コンピュータゲーム、書籍などの関連作品についても説明する。

## 概要
本作は中世を思わせる世界を舞台に魔法に似た特殊な能力を操る少年少女が迫り来るさまざまな敵と戦いながら旅を続ける、といういわゆるRPG風の冒険ファンタジー作品。ただし、魔法や神話といったファンタジー要素だけではなく、銃や飛空艇などの近代科学的要素も登場する。

### 『紅』と『蒼』
本作は2002年2月28日に株式会社マッグガーデン刊行の漫画雑誌『月刊コミックブレイド』4月号（創刊号）にて連載が開始された『EREMENTAR GERAD』と、2003年6月にコミックブレイド増刊『コミックブレイドMASAMUNE』夏季号にて連載が開始された『EREMENTAR GERAD-蒼空の戦旗-』の2作品が存在する。単行本のカバーの色から、前者は「紅」（あか）、後者は「蒼」（あお）と呼んで区別される。2007年10月時点でシリーズ累計部数は400万部を記録している。
2つの作品は同じ世界を舞台としており、「蒼」は「紅」の2年後の時代の物語である。「紅」がヨーロッパ風の地域を舞台としているのに対し、「蒼」は中東・アラブ風の地域を舞台としており、それぞれ別の主人公による別の物語が展開されている。従って、どちらか一方のみでも物語を理解し、読み進めることが可能である。本記事においては、「蒼」のあらすじ、及び登場人物については#蒼空の戦旗にてまとめて記載する。
「紅」はアニメ化、ゲーム化などメディアミックス展開されている。また、「蒼」もショートアニメ化作品がDVD『デジタルコミックブレイド』に収録されている。イメージソングはMarieの「背中」。また、ドラマCD化もされている（雑誌上の応募による期間限定の通信販売）。
2009年9月25日よりウェブコミック誌『ブレイドコミックアーカイブ』にて「紅」の無料配信が開始。2010年9月17日まで行なわれていた。
「紅」は『月刊コミックブレイド』2010年2月号をもって連載が終了した。「蒼」は掲載誌の『コミックブレイドMASAMUNE』が2007年6月15日発売の初夏号をもって刊行を終了したため『月刊コミックブレイドアヴァルス』へ移籍し2007年10月号から2014年8月号まで連載された（2010年10月号より誌名が『月刊コミックアヴァルス』に変更されている）。その後はウェブコミック配信サイト『コミックアヴァルス』に移籍し2014年8月15日より連載。
「蒼」は現在、作者の緑内障治療のため2014年11月17日の第64話掲載を最後に休載中となっている。なお『コミックアヴァルス』は休載中の2015年12月に開設した『MAGCOMI』に他のウェブコミック配信サイトともに統合されたが『MAGCOMI』には「蒼」の情報は掲載されていない。「蒼」の第58話から第64話は単行本未収録となっている。

### 名称について
この作品のタイトル表記は原作漫画ではアルファベットで『EREMENTAR GERAD』だが、アニメ版・ゲーム版は専らカタカナで『エレメンタル ジェレイド』（または『エレメンタルジェレイド』『エレメンタル・ジェレイド』）と書かれる。以下の記述では原作漫画およびその関連商品に関する事項のみが『EREMENTAR GERAD』で表記されている。なお、北米版の漫画およびアニメーションでは"Elemental Gelade"と英語風の表記である。
略称は「EG」「エレメ」「エレジェ」など。なお、紅の第一巻初版の背表紙だけ『EREMENT「E」R GERAD』と誤表記になっている。

## 用語

### エディルレイド
特定の人間（もしくはエディルレイド）との「同契」により、己の肉体を武器へと変える種族。武器化したエディルレイドの形態、特殊能力は多種多様だが、一般的に銃火器などでは武器化したエディルレイドには対抗できないとされる。武器化などにより一旦消費したエディルレイドの力は単純に睡眠や食事、休息をとるだけでは回復せず、特定の行動をとって回復する必要がある（ただし、睡眠や食事が力の回復方法であるエディルレイドもいる）。近代兵器を凌ぐその力や、元々エディルレイド自体の個体数が少ない（作中では頻繁に登場するが）ことから、裏の世界では高値で売買されることも珍しくない。一方、ある地方では都市国家の王族に仕え、その不思議な力によって儀式を執り行うなど国を支える源ともなっている。
武器化していないエディルレイドの外見は人間と同じだが、肉体のどこかに「核石」と呼ばれる宝石が埋め込まれるようにして存在しており、これが人間との外見上の唯一の相違点と言える。また、内部構造も人間と異なるため、エディルレイドの疾患や外傷等を診るためには専門知識が必要で、エディルレイド専門医は世界に10人（内アークエイルに3人）しかいないと言われている。非常に寿命が長く老化してからもなお数百年間生き続けるが、老年のエディルレイドは外傷の治癒能力が衰えているため多少の傷でも致命傷に至る。
エディルレイドには女性しかおらず、誕生の方法は次の2つ。1つはエディルレイド単体から誕生するもので、エディルレイドの寿命が近付くと核石だけが身体から遊離し、その核石を元に長い年月をかけて新たな身体が形成されていく。もう1つは人間の男性との間に子供を産むことであるが、その場合子供は人間との混血となるため、エディルレイドとしての力は薄れてしまう。この誕生原理はオフィシャルガイドブックで作者が自らそう語っている。
同契（リアクト）
エディルレイドがその姿を戦闘形態（武器）へと変え、人間と融合すること。各エディルレイドが同契できるのは特定の1人の人間（もしくはエディルレイド）とだけであり、その人間が命を落とすまで別の者と同契することはできない。彼女達にとって、複数の人間との同契は禁忌である。しかし人間にはこの制約は当て嵌まらず、複数のエディルレイドと同契が可能。
エディルレイドと同契した者を「同契者」（プレジャー）と呼ぶ。エディルレイドが同契できるのは常に1人の人間に限られるため、誰かと同契したことのあるエディルレイドを「○○のエディルレイド」と表現することもある（レンならクーのエディルレイド、キーアならローウェンのエディルレイド）。武器化したエディルレイドが自らの力を充分に発揮できるか否かは同契者との同調（シンクロ）率が重要で、同契の経験が浅いエディルレイドと同契者では力を出し切ることはできず、余程の信頼関係が無ければ真の力を発揮することは不可能である。また、同契者の側がある程度力加減をしなければ直ぐにエディルレイドのスタミナが切れ、同契が解けてしまう。従って、高い能力のエディルレイドと同契したからと言って、必ずしもそれ相応の力を発揮できるわけではない。
謳（うた）
エディルレイドがその力の数々を発揮するために必要な、エディルレイド及び同契者が唱える和歌に似た呪文。エディルレイドの個体や発揮しようとする力によって文の内容、長さは様々。謳はエディルレイドが本能のように自然と知識として身に付くものであり、誰かに教わったりするものではなく、自分がいつ謳を歌えるようになったのか覚えていない者もいる。謳は以下の3種類に大別される。
エディルレイドが同契者と同契し武器化するときに歌う謳を「同契の謳」（どうけいのうた）と呼ぶ。2度目以降の同契の際は短縮して歌うことも可能。同契したエディルレイドが特別な技を発動するための謳を「朋誦の謳」（ほうしょうのうた）と呼ぶ。発動する技によって文章の内容や長さが異なり、一般的に強力な技ほど文章が長い。また、1つの朋誦の謳の後半部分の行を朋誦の謳の前半部分として、2つの謳を並行して歌うことで連続攻撃を可能とする「併唱謳」（オブリガーズ）と言う技術もある。「併唱謳」（オブリガーズ）を歌えるエディルレイドは極わずかしかいない。
エディルレイドの中には同契せずとも特殊な力を発揮する事のできる者がおり、そういったエディルレイドが単独で力を発揮する際に歌う謳を「響応の謳」（きょうおうのうた）と呼ぶ。同契の謳と饗応の謳はエディルレイドが単独で歌えるが、朋誦の謳はエディルレイドと同契者が同調して歌う必要がある。
真名（まな）
エディルレイドの本名。エディルレイドの本名を知る事は、そのエディルレイドの封印などにも深く係わっており、エディルレイドは基本的に短縮した名を名乗り、常時から本名を名乗る者は少ない。
七煌宝樹（しちこうほうじゅ）
エディルレイドの中でも最強の力を持つといわれる7つのエディルレイドの血統。その力故に七煌宝樹を狙う人間も少なくなく、エディルレイドの中には七煌宝樹を恐れる者もいる。

### 核石
「核石（かくいし / エレメンタルジェレイド）」は、エディルレイドたちの体のどこかに埋め込まれるようにして存在している宝石。エディルレイドの力の源であり、能力を発揮するときにまばゆい光を放つ。また見る者によっては色合いなどでエディルレイドの能力の高さがわかるらしい。破壊、剥されるなどして核石を失ったエディルレイドはエディルレイドとしての力を失い、寿命が極端に短くなってしまう。さらにオルガナイト達と契約している強化改造を受けたエディルレイド達は、改造の副作用によるものなのか、核石を失うだけで死んでしまう。
エディルレイドの核石にはある1つの属性が宿っており、武器化したエディルレイドがどのような技を使えるかは核石の属性に依存する。現在確認されているのは21の属性で、その内の18属性は図式として表した時に円環状になる「煌環（グリタリング）」と呼ばれる3種類の優劣関係が判明している。理論的にはあと3つの属性が存在するとされ、劇中でもエディルレイドマニアを自称するロンブルが全24種類であると明言しているが、現段階では委細不明である。煌環が判明していない3つと合わせて計6つの優劣関係は「第四煌環」と呼ばれているが、環ではない可能性もあるという。なお、同じ属性でも武器化時の形状や能力が全く異なる場合もある。
以下は属性の優劣関係とその特徴。それぞれ、直下に記されている属性に対して強く、直上に記されている属性に対して弱い（第四煌環を除く）。地属性は風属性に強く智属性に弱い。虚属性は美属性に強く愛属性に弱い。各々の属性は自らが優位に立つ属性に対し効果的にダメージを与え、その攻撃を容易に防ぐことができる。
- 第一煌環（ファースト・グリタリング）
  - 地属性（ジン＝ソイル）…地面を操る力を持つ。
  - 風属性（ジン＝ウィンズ）…風を操る能力を持つ。個体数が少ない希少属性。
  - 火属性（ジン＝フレイム）…火を操る力を持つ。
  - 水属性（ジン＝カレント）…水を操る力を持つ。
  - 緑属性（ジン＝ルート）
  - 智属性（ジン＝ウィット）
- 第二煌環（セカンド・グリタリング）
  - 美属性（ジン＝アーツ）
  - 音属性（ジン＝サウンズ）…音を操る力を持つ。
  - 盾属性（ジン＝ディフェンダー）…武器化時の形状や技など全体的に防御に優れた能力を持つが、攻撃能力は低い。
  - 剣属性（ジン＝エッジ）…全体的に攻撃に優れた能力を持ち、盾属性以外の多くの属性に対し高い攻撃力を発揮する。
  - 愛属性（ジン＝ハーティ）
  - 虚属性（ジン＝バーチュアル）
- 第三煌環（サード・グリタリング）
  - 光属性（ジン＝ブレイズ）…光を操り、その光で翼を形成できる。風属性と同様に希少属性である。
  - 闇属性（ジン＝ダークネス）…光属性を苦手とするだけでなく、単純に強烈な光なども苦手で、暗い場所を好む。
  - 動属性（ジン＝ステアー）
  - 静属性（ジン＝サイレント）
  - 生属性（ジン＝アライブ）
  - 死属性（ジン＝ドゥーム）
- 第四煌環（フォース・グリタリング）
  - 現在明かされておらず、リング状ではないとさえ言われている。
- 煌環不明の属性
  - 陽属性（ジン＝ソウラー）
  - 月属性（ジン＝ルーナー）
  - 門属性（ジン＝ゲート）

### 組織
アークエイル
エディルレイド完全保護協会。「エディルレイドを保護する翼（Adilraid Conservation Aile）」の名のとおり人間に迫害を受けたり虐げられているエディルレイドを保護するため組織されたヴィストリア公国の国家機関。世界各地に支部を持ちエディルレイドに危害を加えた人間や組織の拘束権や捜査権も持っている。シスカ、ローウェン、サンウェルドなどはその一員。彼ら保護官のパートナーとして任務を行なうキーア、シャルロのようなエディルレイドもいる。なお、「シスカ」「ローウェン」「サンウェルド」は組織から与えられたコードネームであり、彼らの本当の名は未だ不明。
オルガナイト
エディルガーデンに根付く闇組織。エディルガーデン総統（白い悪魔）に仕える。紋章は十字型の短剣。どれだけの人数がいるのかは不明だが、大陸ごとに幹部がおり、その下に何人も刺客がいる模様。またさらにその他に刺客の手足となる、擬煌珠達が無数に製造されている。フアジャールに来襲したエディルガーデン軍にも同様の紋章が見られることから、軍の特務機関だという可能性が高い。エディルレイドを除く人間の構成員はなぜか全員、片方の目が金色のオッドアイ（カラーコンタクトレンズではない）。「紅」「蒼」共に七煌宝樹を執拗に狙ってくる。また、彼らと契約しているエディルレイド達は皆改造を受けている（来蕾とルールローゼは不明だが、ココウェット、イドゥイ、ロンブルが契約している12人は改造を施されていることが判明している）。また、任務を失敗したものに対しては「掟」に則り厳しい制裁が待っている。
ジークフォーゲル
エディルレイド審理捕護協会。オルガナイトと共にエディルガーデン総統に仕え、エディルレイドを捕護（保護ではない）することを目的としている。ディロイ曰く、「七煌宝樹を捕らえるには彼らが適任」らしいが、オルガナイトとの具体的な違いは不明。ジークフォーゲルの男性はアークエイルの制服を白黒反転させたような黒衣を身に纏い、左頬には「Z」と「V」の文字を組み合わせた刺青を持つ（スペルについては蒼のコミックス第2巻の初回特典の設定資料集に掲載されている）。アークエイルとの関係は不明だが、アークエイルのブラックリストに入っていることから、決してよい間柄ではないことが窺える。
歓喜と惜嘆の賭闘場（ミリアルド＝トレイ）
港町ラズフェ＝アンクルの地下に設置されている非合法な賭闘場。ビショップ、クイーン、キングなどチェスの駒の名を冠したクラスファイターと呼ばれる賭闘士が大金を賭けて挑戦者と戦う。エディルレイドを用いた戦いも行われている。地下に作られた施設のため、レーダーでは探知できないようになっているらしい。ラサティのランクであるビショップは上から3番目のランク。後にシスカの通報を受けたアークエイル、ラズフェ＝アンクル支部によって壊滅させられた。

### その他の用語
エディルレイドレーダー
アークエイル保護官やオルガナイトの精鋭達、ジークフォーゲルなどに支給されている携帯用小型レーダー。半径1キロ以内にいるエディルレイドを探知することができる。ただし、封煌符などで封じられたエディルレイドや人工的に生み出されたエディルレイド（スティンレイド）に対しては効果がない。シスカの所持しているレーダーは彼女が違法改造を施しているため、半径10キロメートルまで探知可能となっているが無理な改造のためよく調子が悪いことが多い。また、ジークフォーゲルの持つエディルレイドレーダーはアークエイルの物より高性能で、より広い範囲のエディルレイドを捕らえることができる。
封煌符（ふうこうふ）、封煌帯（ふうこうたい）
特殊な文様が刻まれた、エディルレイドの能力を一時的に封印する帯。エディルレイドに巻きつけるようにして封印する。同契や謳を歌う能力を封印するものもあれば、帯を巻きつけている間生命活動を停止させるほど強力なものもある。また、これの応用によってエディルレイドをレーダーに映らなくする事もできる。
煌珠狩人（エディルレイド・ハンター）
エディルレイドの捕縛・売買を生業とする者達。その行動からアークエイルにとっては宿敵のような存在である。ヴォルクス・ハウンドはその一人。
エディルガーデン
ヴォルシオーネ大陸と呼ばれる大陸に位置する、数百年前から存在する国。レンが旧友・シアに会う為に目指していた場所である。巨大な組織が暗躍しているとも噂される謎に包まれた地。なお「蒼」に登場し巨大な飛行要塞でフアジャールに攻め入った軍勢もエディルガーデンと呼ばれているが、詳細は不明。
擬煌珠（フィアズーフ＝エクリロール）
オルガナイトが作った人工の核石を人間の女性体に埋め込むことで作られる、人造のエディルレイド。通称「フィロ」。プレジャーと同契することができない代わりに、自分の身体の一部（手や足など）を武器化して1人で戦う。人工であるため核石の色は全員共通で、青や黒のような濁った色をしている。この核石を埋め込まれて長時間経過した擬煌珠は、核石が割れただけで死んでしまう。また、死ぬと体や身に着けていた衣服は灰（砂）になって消え（残された血痕も蒸発する）、死体が残ることはない。またフィロの唾液は人間には無害だがエディルレイドにとっては有害で核石に触れると体調不良に陥る。
高い身体能力やプレジャーを必要とせず単独で戦うことが出来るなど、戦闘面においてはエディルレイドよりも優れている点が無いわけではないのだが、オルガナイトには使い捨ての武器として扱われ、大量生産されているらしい。さらにエディルガーデンに友好的な国にも多数派遣されているようであり、ナッド＝リーゼンでは国の重要施設である飛漂石加工工場にて警備要員として使用されている。元は人間の女性でありロボットではないので、1人1人に意思はある。また、どんな相手とも躊躇することなく戦い、オルガナイトに絶対の忠誠を誓うところからオルガナイトによって洗脳を施されている可能性もある。
飛漂石（ひひょうせき）
この世界に存在する空に漂う逆三角錐形の黒い石。大きさは様々で中には家を立てられるほど巨大な物もあり、裕福な者はこれを土地として購入し屋敷を建てて暮らしている。なお、空賊は彼らのような成金を相手にして盗みを働いている。クーが小さい頃にはあちこちにあったが、近年は飛行艇の動力源として盛んに採取されているため滅多に見ることが出来ず、これを資源の乱獲、環境破壊として危惧する声も出ている。飛漂石の加工場として有名な都市としてはナッド＝リーゼンなどがある。加工された飛漂石は幻想的な薄い紫色の光を放ち、大きさによって使用する飛行艇が決まる。
ガネー
この世界で広く使われている通貨。単位表示記号は「G」。1ガネーは約10円。最高紙幣額は1000。
スティンレイド
アニメにおける人工エディルレイドはスティンレイドと呼ばれている。擬煌珠の核石が濁った色をしているのに対し、スティンレイドは六角形の機械的な模様が入った核石である。また擬煌珠とは多少設定が違い、プレジャーとリアクトすることができる。原作ではエディルレイドであるパールや、擬煌珠であるフィロがアニメではスティンレイドに設定変更されている。
アルクヴォーレ
雪深いとある地に作られた、エディルレイドのみが住む村。500年前、レンやグリィナ、シアが生活していた。
エディルレイドの子供も多く暮らしていたが、どのように誕生したかは不明（作者が述べている誕生方法では矛盾が発生するため。作者の述べているとおりなら通常人間の男性との間に生まれない限りエディルレイドが親子で存在することはありえない）。
道教指団オルガシオン
500年前に存在した、人間とエディルレイドの共存のために活動していた集団。エディルガーデンの創設にも深く係わっている模様。

## EREMENTAR GERAD

### ストーリー
天空に浮かぶ島々を巡り、空賊と呼ばれる空の盗賊達が飛び交う世界・ガーディア。
風の空賊団「紅山猫」（レッドリンクス）に身を置くお調子者の少年クーはある日盗んだ財宝の中から古びた大きな柩を見つける。彼が柩を開けると中には一人の少女が横たわっていた。彼は偶然少女を封印からとき、目覚めさせた。ちょうどその頃、「エディルレイド完全保護協会・アークエイル」を名乗る、シスカ、ローウェン、キーアという3人がクーの前に現れた。聞けば、クーが目覚めさせた少女を引き渡してほしいのだという。少女の名はレン。彼女は人間ではなく、人の姿をした生きた武器「エディルレイド」であり、その中で最強の力を持つ七煌宝樹の一人だった。人間に利用されることを恐れるレンを守り、また、彼女が行きたいと望む場所へ連れて行くことを決意したクーはレンと共に、そしてなぜか同行することとなったアークエイルの3人とも一緒にエディルガーデンの地を目指す。

### 登場人物
担当声優はフロンティアワークスドラマCD版 / テレビアニメ版・単行本付属ドラマCD版の順に記載。1人の場合はテレビアニメ版・単行本付属ドラマCD版の声優を表す。

#### 主要人物
クー / クード＝ヴァン＝ジルエット
声 - 高橋直純 / 石田彰
本作の主人公。15歳。空賊団・紅山猫（レッドリンクス）の一員。5歳のときに紅山猫のお頭に拾われた孤児。片手に装備したワイヤーフックの扱いは得意だが、飛行艇の操縦は不慣れなため空賊としては半人前。「エディルガーデンへ連れて行く」という口約束でレンの同契者となるが、そのせいでオルガナイトから命を狙われる身となってしまう（アニメ版では、カオスクァイアから追われる）。
無鉄砲で後先を考えない性格で、男所帯の生活が長かったためか女性の扱いが苦手。女の子の好みはヘリングによれば「おとなしい儚げで可愛い子」、うさ耳好きで一応トップシークレットらしい。レンに好意を寄せており、紅山猫を一時的に離れ、彼女との絆を深めながらエディルガーデンへの旅路を歩む。
エディルガーデンに辿り着いた後は、シアとの悲しい死闘、オルハとの激戦の末、バーグレッドの仕掛けたガーデン上層部分崩壊に巻き込まれ、レンと共に行方不明となるが、後にヴォルシオーネ大陸で風を巻き起こすエディルレイドと同契した人物の姿が目撃され、その姿を記録した動画をバーグレッドから受け取ったシスカが二人の生存を確信し、二人に再会するためにヴォルシオーネ大陸を目指すというところで「紅」の物語は幕を下ろす。
アニメ版では旅が終わった後はレンを連れて紅山猫に戻り、悪人達からエディルレイドを保護する活動を続けている。しかし初陣では活躍の場は無かった。
レン / レヴェリー＝メザーランス
声 - 桑島法子 / 高橋美佳子
属性：風 / 核石の色：孔雀石（マラカイト）色 / 力の回復方法：睡眠
本作のヒロイン。七煌宝樹の一つ、翠風のメザーランス一属の最終血統のエディルレイド。500年前（15歳のとき）に封印されて以来人形として金持ちに所有されており、紅山猫がそれを盗んだことによりクーと接触、彼の言葉により同契を決意した。かつてエディルガーデンへと向かったエディルレイド・シアとの再会を望み、クーと共にエディルガーデンを目指す。
無口でミステリアスな性格。青色の髪に緑色の目を持つ。他者との接触を嫌っていたが、クーを通じ段々と周囲に心を開いている。しかし基本的にマイペースなのは変わらない。また、500年眠っていたせいか文明の利器などの知識に乏しい。アニメ版ではミステリアスな部分が更に強調されており、原作に輪を掛けて感情表現が希薄だが、徐々に心を開くという点は同じである。
500年前は、赤子の時に人間の男に連れられてアルクヴォーレにやって来たが、七煌宝樹である事を理由に村のエディルレイドたちから疎外されていた。そのため七煌宝樹であることに極度のコンプレックスを抱いていたが、シアのおかげで村のエディルレイドたちと打ち解けた。シアがアルクヴォーレを離れエディルガーデンへと向かう際、「15歳になったら会いに行く」という再会の約束を交わした。
しかし、エディルガーデンで再会したシアの辿った悲愴な末路を見て、その原因であるガーデンを憎むあまりクーの言葉も無視して暴走してしまう。そして、クーの決死の説得で再び連携を取り始めるもガーデン上層部分の崩壊に巻き込まれて行方不明となる。その後はヴォルシオーネ大陸にてクーと共に生存しているらしい姿が動画に収められている。
アニメ版では旅の後は紅山猫に身を置いている。クーと共にエディルレイドを救う活動を続けており、大分明るい表情を見せるようになっていた。
戦闘形態は風を纏った大剣。羽毛のように軽量で、鋭さはエディルレイド随一。速度においては視認することも困難なグラディアスの一撃を辛うじて裁ききる。風を操る能力もあり、この能力によって障壁を張るほか、全力を出せば台風以上の天災クラス。反面、燃費はあまり良くなく、クーが不慣れということもありすぐに眠くなる。核石は頭部にあり、普段はリボンで隠している。このリボンは500年前、シアが核石を隠すためにとプレゼントしてくれた大切なものである（アニメ版では大切な物かは不明）。
シスカ
声 - 大谷育江 / 水樹奈々
アークエイル保護官。16歳の小柄な少女。七煌宝樹であるレンを保護するために紅山猫の飛行艇を襲撃するも、その後レンの意思を尊重し、エディルガーデン到着後に保護するという約束を交わしボディガードとなる。
同契者ではなく、主にマントの下に仕込んだ大量の武器（銃器、ミサイル、ナイフ等）と格闘術を駆使し単身で戦う。頭脳明晰で状況分析に長け、格闘の技量も一流。幼いながらパーティのリーダー的な立場を務める。エディルレイドと同契しないのには理由があるようで、原作では彼女達のサポートに徹して勝利への布石を築くため、アニメ版では彼女達を保護する立場でありながら彼女達を武器として使うことに疑問を抱いたためである。
仕事のためには割と手段を選ばない性格で、口達者で調子がよく喜怒哀楽が激しい。程よく残酷でシビアだが、レンに対してはお人よしで、チームメイトのローウェンやキーアを思いやる気持ちは誰よりも強い。
貧乏な大家族の生まれで、金銭に執着するのは家族を養うためだと思われる。父親は「ロクデナシ」と母親が言っていたらしい。「蒼空の戦旗」に登場するメルフォンドは実の姉で、勝手に自分の口座を利用する彼女を嫌っている。少年のような色気のない体型のためか女性扱いしてくれる男性は極少数。上司であるクルスに対しては恋愛感情を抱いている。
ローウェン
声 - 森久保祥太郎 / うえだゆうじ
アークエイル保護官。21歳の青年。シスカの（経歴的な）後輩。シスカやキーアにいつも振り回されているが本当は優秀な同契者で、アークエイルでも上位の実力者。資産家の一人息子で、アークエイル加入の動機は不明。
礼儀正しく真面目だが、押しが弱くかなりの純情。端麗な容姿と裏腹に恋愛にあまり興味がない様は、クーから「枯れている」と言われてしまうほど。しかし闘技場編では女性とお話をしたり一緒にお酒を飲むアルバイトを経験した。後半になると負け癖が付いてしまったことに落ち込むも、バーグレッドからの指導とピタゴラス雅のママの助言で敵を攻略することに成功する。
フィロに想いを寄せていたため、彼女の死後は一度塞ぎ込んでしまう。しかしキーアの叱咤により立ち直り、それ以降フィロの仇であるオルガナイトに激しい怒りを抱いている。
キーア / キュリート＝エンヴァティリア
声 - 岡村明美 / 鈴木菜穂子（アニメ版）、桑谷夏子（単行本付属ドラマCD版）
属性：動 / 核石の色：石榴石（ガーネット）色 / 力の回復方法：食べること
ローウェンのパートナーのエディルレイド。黒髪の色黒の美女で、かなりの長身。アークエイル内ではトップクラスの能力を持つ。
竹を割ったようなさっぱりとした性格で、細かいことが嫌い。食事が大好きでほぼ常に空腹であり、口を開けば食べ物である。しかしメンバー内では最も「大人」で、ときにレンやクーを励ます周囲の精神的支柱でもある。シスカのことを強く信頼しており、ローウェンとは性別を超えた親友の関係にある。アニメ版ではローウェンの前に彼と似た雰囲気のプレジャーと契約していた経験があった。
戦闘形態は二本一組の鎖で繋がった曲刀で、さまざまな攻撃方法が存在する。分厚い鉄扉を容易に貫くことが出来、最大出力はシスカのミサイル全弾発射を上回る。核石は三日月型で両手の甲にある。普段は手袋で隠しており、入浴時も外さない。

#### アークエイル
サンウェルド
声 - 関俊彦 / 諏訪部順一
閉じた両目が特徴のアークエイルの青年保護官。シスカ、ローウェン共通の先輩。のんびり屋で危機的状況でも動じない。愛称は「サンちゃん」、「サンちゃん先輩」。
ヴォルクスに襲われ負傷し、クー達にシャルロ救出を依頼。事件後シスカに資金援助したらしい。
シャルロ / シャトン＝バド＝ウオルスローズ
声 - 神田朱未 / 綱掛裕美
属性：愛 / 核石の色：ローズピンク / 力の回復方法：ドリーム（妄想）
サンウェルドのパートナーのエディルレイド。明るく意志の強い性格の少女で、思ったことを何でも口に出す。キーアに憧れており、彼女を「おねーさま」と呼ぶ。レズッ気がある。
戦闘形態はレイピア。現在のところ直接敵と戦う場面は登場していない。本人曰く「ブツッと刺すの」らしい。核石の場所は右足首。後頭部に結んでいる大きな深緑色のリボンがトレードマーク。
バーグレット
声 - 土屋トシヒデ
漆黒のライフル銃を操る男。サングラスに巨大な傷の目立つ顔で、長身。喫煙者。中盤から登場し度々クー達のピンチを救う。
その正体はアークエイルのエージェントで、英雄的な扱いを受けている。元はアークエイル特殊機動部隊B・G（バール・グライダー）の指揮官でありシスカやローウェンの大先輩でもある。
調子のいい性格で下品、そして自分勝手だが、作中随一の実力者であり、グラディアスやヘリングとも対等に渡り合っている。
エンディー / エンディビ＝ディリーパン
声 - 後藤沙緒里
属性：智 / 核石の色：深藍色 / 力の回復方法：アロマで吸香
バーグレットのパートナーのエディルレイド。普段は同契せず、頭のかんざしを武器に単独で戦う戦法を取り、その実力はかなり高い。なお彼女のかんざしは挿されると彼女にしか外すことが出来ない。お嬢様口調で勝気な性格。
同契時はライフル銃と一体化しているようである（だが常に一体化しているというわけではなく別々に使用することも可能）。
ファルク
声 - 前川建志
アークエイル保護官を統括する総監。シスカ達にレンを護送する指令を下した人物。任務に厳しく、シスカが何か問題を起こすたびに彼女を叱りつけている。
クルス
声 - 上田陽司
ファルクの補佐官。優しく温和な性格の持ち主で、シスカが憧れ好感をもっている人物。話のわかるいい人で、お茶目。若く見えるが30歳。
マイナ
声 - 田口宏子
アークエイルに所属するシスカのライバル。薬物を使った戦いが得意。昇進は毎回シスカとほぼ同じ時期らしいが、いつもシスカに1位の座を取られ2位に甘んじている。単行本未収録の外伝のみの登場だったが、後に「紅」本編ラストにも登場する。降級し配給部所属となったシスカをからかいにきたが、シスカには適当にあしらわれる。
アニメでは敵に利用され、死亡。彼女の遺品である制服はシスカに託される。
ターキー
マイナのチームメイト。カランの同契者。
カラン / カラメーラ＝オランジュ
属性：剣
ターキーのパートナーのエディルレイド。シスカを相手にすると抑えが効かなくなるマイナに手を焼いている。

#### エディルガーデン
バロバルクス
オルガナイトの幹部。管轄地はプリミエナ大陸。グレイアーツ、グラディアスの上官。出世欲が強く、冷酷無比。
ビーネンリッター
オルガナイトの女幹部。管轄地はヴァルシオーネ大陸。ヘリング、ロンブル、（両腕を失った後の）グレイアーツの上官。バロバルクスの物まねをする等茶目っ気を持ってはいるが欲深い強かな女。ダイルモンドレアという猫を飼っている。
ディロイ
オルガナイトの幹部。詳しくは「蒼」の項を参照。
ガレオーダ
オルガナイトの幹部。厳かな雰囲気の髭男。幹部のまとめ役。
グラディアス
声 - 成田剣
オルガナイトの一員。非常に高い戦闘力を誇る。素浪人のような姿をしており、薬物入りのキセルを常に銜えている。
柔らかな物腰の裏で冷酷非情な性格で、同僚を手にかけることも厭わない。強い者と戦うことを好み、同僚のヘリングを気に入っている。
アニメではフィロに殺される。原作では二度目のクーとレンとの戦いで負傷し撤退。組織に戻るが、以前自らの手で制裁を下したグレイアーツに殺される。
イドゥイ / イリティク＝ロードゥイ
属性：闇 / 核石の色：漆黒 / 力の回復方法：遮光
グラディアスのエディルレイド。見た目は赤子で、喋りも幼児語。暗い場所を好み、いつもグラディアスの服の袖の中にいる。
原作より先にPS2版ゲームに登場するも台詞はなく、まともな出番は原作が初で、アニメには未登場。ノーマとリアクトしたグレイアーツにグラディアス共々粛清された。
戦闘形態は鋭い大剣で、グラディアスの神速の体さばきと合わせて、レンの同契にも匹敵する鋭く疾い斬撃が可能。核石の場所は背中。
グレイアーツ
声 - 鳥海浩輔
オルガナイトの精鋭である美男子。シンガー志望。
陽気な性格で女好きなナルシスト。クーを狙うも顔が分からず、ラサティやローウェンを狙うなど間の抜けた面も。本人にとってはそれも愛嬌らしい。
ココウェットとの絆はとても強い。任務失敗と称したグラディアスによって両腕を落とされ、ココウェットを失い、代替のパートナー（ノーマ）を得て力を増すも、未だにココウェットの核石を肌身離さず持っている。
後にエディルガーデン内にてローウェンと再戦するが、自らの死に場所を見つけたとしてノーマとの同契を解き、わざとローウェンの一撃を受け敗北する。
ココウェット / チコーリア＝コル＝ウェットヴィ
声 - ひと美
属性：音 / 核石の色：チリアンパープル / 力の回復方法：熱狂する
グレイアーツのエディルレイド。彼のパートナーであり恋人。自由奔放で彼のファン一号でもあったが、任務失敗によりバロバルクスに核石をはがされて死亡する。
出会った当初はグレイアーツとは険悪だったが、徐々に彼の歌声に惹かれていく。またその当時は任務に忠実で自らのことを武器と決めてつけていた。後の性格はグレイアーツの影響によるものかもしれない。
戦闘形態は蛮刀。グレイアーツの歌声を増幅し衝撃波に変える力を持つ。核石の場所は右胸。
ノーマ / ノーチェ＝プリマム
属性：光 / 核石の色：サンライト / 力の回復方法：日光浴
グレイアーツの新たなパートナーエディルレイド。ビーネンリッターのお気に入り。グレイアーツとの同契はまだ不慣れ。見た目に反して冷酷で無感動な性格で、グレイアーツに対しても高圧的に接する。
戦闘形態はグレイアーツの失き腕に代わる光の翼。その羽を飛ばしてどんなものでも串刺しにする。
ベイルーン / ベイジュウム＝セルス
属性：虚 / 核石の色：紅真珠 / 力の回復方法：愛する事
パールの姉のエディルレイド。化粧が濃く、左目を常に隠している。人間とエディルレイドは相容れず人間はエディルレイドのために存在する道具だと考えている。パールをかなり溺愛しており、パールを傷付ける者すべてを許さない。ナッド＝リーゼンの第1層（特権階級等しか居住できない）に立派な屋敷を所持している。レン達への復讐を果たそうとするパールのために、同契していた人間を殺害してクーやレンと対峙するが、どうあっても敵わないと悟るとパールを殺し自らも命を絶った。
戦闘形態は竜頭。パールと同契して彼女の武器になる能力を持つ。
フィロ / フィアズーフ＝エクリロール
声 - 田村ゆかり / 半場友恵
伊達眼鏡におさげ髪の少女。クーの追っかけを自称する情報通。その正体はレンを狙うオルガナイトのスパイで、人工エディルレイドの擬煌珠（フィロ）。アニメではスティンレイド。クーの殺害とレンの奪取を目的とする。
明るく人懐っこい性格を演じているが、本来は短気でキレやすい。天然のエディルレイドへの劣等感が激しく、「出来そこない」という言葉に過剰反応する。ローウェンの好意に気づいており、彼と戦うも敗北。傍観していたグラディアスにとどめをさされ、クーたちの前で無念のまま灰と化した。
本来「擬煌珠（フィロ）」とは人工エディルレイドの総称（用語の項を参照）だが、クー達が口にする「フィロ」とは基本的に彼女のこと。
アニメでは長年の夢エディルレイドになる為にクーとレンを引き離す為のスパイとしてクー達に近づきクーと同契するが、クー達と同行していくうちに気がつくと本当にクーに恋をし始めていた。その後もクーへの恋の想いと殺害任務に苦悩するが、最後でクーに戦いを挑む。その後狙っていたグラディアスからクーを庇い致命傷を負いクーとレンに見送られ光の塵となって消えた。
ヘリング
声 - 黒田崇矢
グリィナの持つ核石を奪うため現われたオルガナイトの刺客。ビーネンリッターに仕える。高価なスーツやコートを身に着け、紳士のように振る舞う。スケジュール手帳にはいつも予定がビッシリ入っていて、時間に厳しい。スケジュールを狂わされたり服を汚されたりするとキレる。自分の予定を仕事よりも優先させるというかなりの自分勝手。
クー達との初戦闘からロンブルがクーを攻撃するまでという短期間の間に（しかも私事をこなしながら）、身長体重、趣味嗜好、果ては彼女いない歴に至るまでと、膨大な個人情報を入手するなど、情報収集能力には凄まじいものがある。グラディアスは彼のことを「マグロ解体ショーで1人しか食べられない最高級トロ」と言っていた。
以前はコーチネルのパートナーだったらしいが、ヘリングは生きているということから、死以外での同契解除を可能とする術があるのかもしれない。
ルールローゼ / サヴィルール＝ロージェス
声 - 井上奈々子
属性：美 / 核石の色：バーントアンバー / 力の回復方法：貢がれることによる満足感
ヘリングのエディルレイド。お洒落好きで、高価なアクセサリーをいつもヘリングにねだっている。同契は1日に1回という約束になっているらしい。
戦闘形態は大鎌。
ロンブル
オルガナイトの一員。ビーネンリッターに仕える。能力の異なる12人のエディルレイドを使い分ける多煌珠使い（バリアスプレジャー）。属性に拘り、コレクター臭がするが本人は「愛好家」と言い張る。女性はエディルレイドにしか興味がないが、属性が重複するとあっさり交換に持ち出す男。キーアからは「シルトのほうがマシ」とまで言われている。
属性について熱弁するだけあって、何種類もの属性を組み合わせた攻撃などの高技術を使いこなせる。エディルレイドの属性を利用してクーやローウェンを窮地に追い込むが、突然現れたグラディアスによって愛宝石全員を殺され、自らも抹殺される。グラディアスにとって、彼は「回転寿司で何周も回ってパサパサになったマグロ」と同じらしい。
愛宝石（スウィート・エンジェルズ）
ロンブルのエディルレイド12人を纏めてこう呼ぶ。姿形も性格も属性もそれぞれ違うが、全員ロンブルを慕い黒を基調とした服を身に纏っている点が共通している。モチーフはシスタープリンセス。
ウールジーク / ウールワゥトゥ＝エナジーク
属性：盾 / 核石の色：ゴールド / 力の回復方法：運動、もしくはサウナで汗をかく
男勝りな性格。武器形態は甲羅のような盾。ロンブルの呼び方は「ロンブル」。
エスタローラ / ウェヌスタ＝アウローラ
属性：美 / 核石の色：カメリアピンク / 力の回復方法：イチャイチャする
きゃぴきゃぴした性格。武器形態は美しい花のような形。ロンブルの呼び方は「ダーリン」。
カディーラ / カディーム＝イーラン
属性：緑 / 核石の色：ターコイズグリーン / 力の回復方法：無心、ただただぼーっとする
物静かな性格。武器形態は貝のような形。ロンブルの呼び方は「ロンブル様」。
キュメイ / キュセイロ＝セーメイアン
属性：虚 / 核石の色：サファイアブルー / 力の回復方法：過去の過ちを思い出して反省する/贖罪する
無口な性格で頭の角のような飾りが特徴。作者いわく「感情のない子」。ロンブルの呼び方は「マスター」。
キリヤ / アーキル＝リーシャ
属性：智 / 核石の色：コバルトグリーン / 力の回復方法：美味しい紅茶とお菓子
おしとやかで知的な性格。ウールジークとは仲良しらしい。ロンブルの呼び方は「ロンブルさん」。
グレニオ / グレンデ＝プーニオ
属性：動 / 核石の色：アクアマリン / 力の回復方法：パーッと遊ぶ（人のおごりで）
グラマーで大人な性格。メンバーのお姉さん的立場にある。武器形態は丸い手甲。ロンブルの呼び方は「ロン」。
コーダ / コロラトゥーラ＝ダンツァ
属性：音 / 核石の色：スカイブルー / 力の回復方法：音楽を聴いてリラックス
明朗な性格。リレイニとはよくつるんでいるらしい。武器形態はハープ。ロンブルの呼び方は「ロン君」。
ジョム / ネソンジョーク＝フリム
属性：闇 / 核石の色：紺緑 / 力の回復方法：じとじとする（雨が降るとなお良い。湿度が良い）
根暗な性格。武器形態は雨ガサ。ロンブルの呼び方は「ロン様」。
セディア / セリツオ＝ディモカラスィア
属性：地 / 核石の色：瑠璃色 / 力の回復方法：読書
真面目な性格。「委員長」と呼ばれている。武器形態は熊手のような形。ロンブルの呼び方は「ロンブル君」。
フリーウィ / フリーオ＝ウィヌーム
属性：静 / 核石の色：モーヴパープル / 力の回復方法：ふかふかなものをもふもふする
落ち着いた性格。ロンブルの呼び方は「主殿」。
リレイニ / サリーレ＝イグニス
属性：火 / 核石の色：真紅 / 力の回復方法：火にあたる/温度を上げる
活発な性格。ロンブルの呼び方は「ロンロン」。
レレク / レィヴンダル＝アフブレークメス
属性：剣 / 核石の色：パープル / 力の回復方法：切り刻む快感
無邪気な性格。武器形態は星模様の剣。趣味はクッキング。ロンブルの呼び方は「ロンちゃん」。

フェリス＝コンコル
オルガナイトの一員で、凄腕の狙撃手。コーチネルと同契し、「音無しの宣告」によりバーグレット達を追い詰めるが、コーチネルの墓穴により敗北し死亡する。
コーチネル / コークチッチ＝ファネイル
声 - 下田麻美
属性：火 / 核石の色：セレストブルー / 力の回復方法：萌えること
ナッド＝リーゼンの制空軍に所属しているが、実際はビーネンリッターに仕えるエディルレイド。フランボワーズ・ハニーを引き連れてレンの奪取を画策する。大きな帽子を被っており、バーグレットから毒キノコと呼ばれ散々からかわれた。以前はヘリングがパートナーだったらしい。
戦闘形態は大型の狙撃銃。同契すると強い力を発揮するが、生身だとシスカに殴られて追い詰められる程度。
フランボワーズ・ハニー
コーチネルが連れている擬煌珠の集団。数多くの擬煌珠の中から選りすぐった優秀な戦闘部隊で、「紅の艶撃部隊」と呼ばれる。コーチネルと似たコスチュームを身に付け、全員虫を思わせる能力を持つ。
アラネア
エンディーと戦った。蜘蛛のように糸を操り相手を絡め取る。誰かを縛りたがる癖がある。
ポルチェリオ
シスカと戦った。ダンゴムシのように丸まり転がって攻撃する。
マリポワ
ローウェンと戦った。両腕を蝶の羽のような形に変形させて空を飛ぶ。湿っぽい性格で思い込みが激しい。
ローヴァ
バーグレットと戦った。腕をカマキリの鎌のような形に変形させる。

玉翠（ユイツェイ）
声 - 佐藤ゆうこ（フロンティアワークスドラマCD版）
表向きは骨董屋の主人だが裏ではビーゾンやヴォルクス、グラディアスなどとエディルレイドや人の闇取引を行なっているブローカー（仲買人）。怪しげな黒い衣裳で全身を覆い隠している女性。
語尾に「デショ」をつける。ペットに小猿がいる。チルルをヴォルクスに売ったのも彼女だが、2年後には彼に名前をすっかり忘れられていた。
アルマ＝ギュルティ
声 - 塩山由佳
ブローカーの護衛役の女性。非常に無口だが戦闘力は高い。
来蕾（らいれい） / ラ＝イール＝レイガンスティクト
属性：緑 / 核石の色：キャナリーイエロー / 力の回復方法：回転
アルマのエディルレイド。いたずら好きな少年のような風貌をしているが、女である。普段はブローカーの手伝いをしている。サルのような尻尾と耳を持っている。
戦闘形態は中国の扇状の武器。核石の場所は耳。
オルハ・J
オルガナイト最強の剣士にしてランジュのプレジャー。元はバロバルクスの部下だったが、総統からのレン奪取の勅命を受けて部下を抜ける。口調は乱暴だが、仲間やエディルガーデンのことをとても大事に思っており、シアの覚醒および暴走時には真っ先に居住者の避難と救助をランジュと共に行った。
暴走するレンの風をあしらうほどの実力を持つ。そのため長らく対等に渡り合える相手がいなかったことに退屈していたが、レンの暴走を治め連携を取り始めたクーへ本気を出せることに礼を言いながら、「紅」最後の死闘を演じた。
ランジュ
オルハと契約するエディルレイド。属性は不明だが、総統のエディルレイドと似た氷を操る力を持ち、また彼女と同じく両耳に氷柱のような飾りを持つ。普段は総統のエディルレイドに付き添う世話役。優しく穏やかな性格で、シアを失う原因となったエディルガーデンを憎み暴走するレンに戦いながらも説得を続けた。
戦闘形態は氷の結晶を象った双剣状の武器。総統のエディルレイドの発言から彼女もまた七煌宝樹の可能性がある。

#### その他の人物
キンバルト
声 - 郷里大輔 / 加藤精三
空賊団「紅山猫」の頭目。10年前、孤児だったクーを拾い、紅山猫の一員として育て上げる。人情に厚い性格。団員達からは「お頭（おかしら）」と呼ばれている。アニメではエディルレイドを保護する「アークエイル」と似たような活動を始める。
ビーゾン
声 - 中多和宏
蒸気機関を備えた強大な塔を建て風を遮り、風車の町エレ＝ブランカを牛耳った悪党。動力代を払わない家の娘を捕らえては玉翠に売り渡し、荒稼ぎをしていた。パールよりも力の強いレンを欲しがったため、パールからの信頼が揺らぎ、クーとレンに倒され塔も壊された。奇跡的に生還したものの、そのときのトラウマから発狂し、エディルレイドに異常なまでの恐怖を抱くようになってしまった（アニメ版では、クーとの戦闘後は行方不明）。
パール / パーティン＝セルス
声 - 氷青
属性：虚 / 核石の色：紅真珠 / 力の回復方法：嫉妬
ビーゾンの操るエディルレイド。邪な心を持ち、ビーゾンの悪行に手を貸していた。ビーゾンがクー達によって倒された後、レンに復讐をするためにオルガナイトに入った。ベイルーンの前で彼女への殺意を大声で公言したり、彼女への恨みを述べながらナイフで枕を切り裂くなど精神的に異常をきたすほどレンに激しい憎悪を抱く。ベイルーンと同契しクーとレンを追い詰めるも逆転され、再び同契しようとしたところをベイルーンの手で殺された。
アニメ版では元は人間の女性でビーゾンを愛するがあまり自らをスティンレイドにした。クーに倒された後はお頭（キンバルト）と共に行動する。
戦闘形態は電撃を発する邪頭骨と鋏形の剣。核石の場所はうなじ。アニメ版の核石もうなじ部分にあるが、形はスティンレイド用のもの。
ヴォルクス＝ハウンド
声 - 小西克幸 / 置鮎龍太郎
エディルレイドの捕獲・売買を生業とするエディルレイドハンター。29歳。変わった髪形をした長身の男。「封煌符（エディルレイドを拘束する呪符）」を操る。当初は捕獲したエディルレイドを闇のブローカーに流す非合法の仕事に準じていたが、シスカとの決闘後は保護規約に準じてエディルレイドを保護し、引き渡すことでアークエイルに褒賞を貰う仕事をしている。愛機であるバイク「ヴィーヴ」を大事にしており、キズモノにされるとひどく怒る。
基本的に冷静沈着。エディルレイドを道具としてしか見ていなかったが、自分を庇ったチルルを見て考えを改めた。
「紅」の2年後を舞台とする「蒼」にもチルルと共に登場。アシェアとウィルトらの交戦に参入した際に移動手段であるヴィーヴをメルフォンドに破壊され、チルルとともにアシェア一行に加わることに。
髪型（色も）は作者が偶然テレビで見たバンドマンがモデル。
チルル / ティクル＝セルヴァトロス
声 - かないみか / 釘宮理恵
属性：盾 / 核石の色：うすい黄緑 / 力の回復方法：同契者の体に触れる
ヴォルクスの仕事のパートナーエディルレイド。彼を「ヴォル君」と呼ぶ。元はブローカーのところで売れ残っていたのを買われたエディルレイド（アニメではストリートチルドレン）。近くにいるエディルレイドを探知・識別する特殊能力がある。語尾は「ヨ」。
幼女の外見をしているが非常にませた性格で、嫉妬深い。ヴォルクスに恋慕しており、彼を守れない弱い自分を憎むなど、一途な性格。
戦闘形態は12枚の浮遊する円形の盾を重ね合わせたピコピコハンマーのような槌。それぞれの盾で防御することで圧倒的な防御力を誇る。反面、攻撃は苦手であり操作も大雑把だが、「蒼」ではチルルの修練により攻撃能力が増しており、ヴォルクスに頼られるなどした時には愛の力で攻撃力が爆発的に増大する。核石の場所は腹部。特別製の封煌符によりレーダーに感知されない。
ラサティ＝ティグレス
声 - 朴璐美 / 緒方恵美
19歳。賭闘士（クラスファイター）。ランクは三番手（ビショップ）。若い女性であるが高い身体能力を持ち、並の同契者であれば生身のまま圧倒する。幼い時に両親を亡くし、叔父によってリィリアと共に賭闘場のオーナーに売られた。賭闘場が潰れた後はしばしクー一行と共に行動していたが、途中でロンフィーへ帰郷した（アニメ版では、妹と共にアークエイルの一員となっている）。
非常に気が強く負けず嫌いな性格で、妹のリィリアを何より大事にしている。妹を道具（エディルレイド）扱いされることを嫌い、彼女の分まで金を稼ぐために力を手に入れるなど、妹への愛は深い。洒落っけがなく、一人称は「ぼく」。
リィリア＝ティグレス
声 - 佐久間紅美 / 笹本優子
属性：静 / 核石の色：紺色 / 力の回復方法：糖分摂取
賭闘場オーナーの屋敷で働くメイド（アニメではレストランのウェイトレス）。赤ん坊の頃に捨てられていたのをラサティに拾われ、妹として育てられたエディルレイドで、「リィリア」は後からつけられた名である。そのため真名は不明。当初は姉に守られるままその影に隠れていたが、後に道具としてではなく「共に闘うために」ラサティと同契した。その後は姉とともにクー一行に参加し、それから帰郷した（アニメ版では、姉と共にアークエイルの一員となっている）。
ラサティとは対照的におとなしく清楚な性格。押しが弱く、ネガティブな思い込みで自分の行動を制限してしまうタイプ。自分の意思もはっきり口に出せなかったが、レンと出会うことで成長した。
戦闘形態はラサティの右足を保護する脚甲。核石の場所は右の二の腕。
グリィナ / グリツィネ＝レフィナード
声 - 京田尚子
属性：門 / 核石の色：藤紫色 / 力の回復方法：瞑想
クランクハイドに匿われている老齢のエディルレイド。500年前はアルクヴォーレで村長に近い立場にあり、幼い頃のレンと共に暮らしていた。当初はキースの理想である「エディルガーデン」に肯定的であり、キースとシアの間にエディルレイドと人間の未来を垣間見ていたものの、何らかの理由で反対的になり、レンがエディルガーデンに行くことも阻止しようとしていた（いち早く「エディルガーデン」の本性に気付いた可能性もある）。
若い頃はプレジャーもいたが、彼女が大怪我を負って死にそうになったにもかかわらずさっさと見捨てていったために、人間嫌い。ヘリングとの戦闘で負った傷が元で亡くなった。彼女の核石は現在、シルトの頼みでシスカが預かっており、本部へ埋葬するために運んでいる途中である。
エディルレイドとしての力を使わなくても、長剣を使った攻撃は相当なもので、チェロットを（クーの助けがありつつも）撤退にまで追い込んだ。核石の場所は左の鎖骨。
シルト＝クランクハイド
声 - 高橋広樹
エディルレイドドクターと呼ばれる、エディルレイドを専門に治療する医師。山間の町バーリィ＝トストにて診療所を開いている。
可愛い女の子大好きだが男嫌いで、女に優しく男に厳しい。従って、ドクターとしての腕は確かなのにセクハラ疑惑がある。ロンブルとは違ってエディルレイドを属性関係なく優しく接する。グリィナを祖母のように慕っていた。
ディア＝シーナ
声 - 佐久間紅美
バーリィ＝トストで診療所を開いている女医。エディルレイドドクターではなく、普通の人間専門の医者。クランクハイドの知人。負傷したローウェンを治療した。
巨乳でスタイル抜群。フェロモン溢れる大人の女性。エディルレイドに対して偏見は無いらしい。チェロットの上司。
ボッカ＝サングリエ
ナッド＝リーゼンの第3層（貧民街）に住む男。赤鼻ででっぷり太り、普段は飲んだくれの酔っ払いでろくに仕事もしないが、昔は父親と一緒に作った飛行艇で空を飛び、紅山猫とドンパチをやりあいながら仲を深めていっていた。
誰よりも空を愛する心を持っていて、法律によって自由に空を飛べなくなってしまった今でも、内心ではなかなか希望を捨てきれないでいた。クーによって、再び空を飛ぶ決意をしクー達を乗せエディルガーデンの国境地帯まで運ぶ。その後の消息はユーシュテ共に不明。
ユーシュテ / ヒュアーシ＝イユテン
属性：愛 / 核石の色：リーフグリーン / 力の回復方法：野菜などからビタミン摂取
ボッカの妻。元はエディルレイドだったが、昔法律による規制でボッカの飛行艇が押収されそうになった時に飛行艇の代わりに自分の核石を差し出した。核石があった場所には大きな傷痕が残っている。このためエディルレイドの力は無くしてしまったようで、ボッカと同じように年も取っている。昔はやせていてボッカより背が高かった体型も、今では恰幅が良くなっている。
彼女の作る料理は、ナッド＝リーゼンのファーストティアにあるレストランよりも美味しいもので、キーアが絶賛するほどの腕前。クーとのすれ違いに悩むレンを優しく励ますお母さんのような人。
サミュエル＝ゴールド＝ヒューストン
ナッド＝リーゼンの制空軍の戦闘機部隊を率いる将軍。過去に制空法が定められた際にボッカの飛行艇を押収するため、彼の自宅に兵を率いて現れたことがある。ボッカの飛空挺とドッグファイトをした後交信が途絶えた。コーチネルに好意を持たれていたが、本人はどう思っていたかは不明。
シア / シャンティーレ＝フリェズィア
声 - 佐藤聡美
属性：生 / 核石の色：ラヴェンダー / 力の回復方法：花で作ったお茶を飲む
レンがアルクヴォーレに住んでいた頃、彼女の友人だったエディルレイド。天真爛漫な性格で、七煌宝樹である故に周囲から疎まれていたレンの心を開き、彼女にとってかけがえのない存在となった。草花を育てるのが得意で、自宅に大きな温室を持っていた。
500年前アルクヴォーレを訪れたキースと恋に落ち、レンとエディルガーデンで再会することを約束し村を去った。しかしキースの「理想」の為に彼の実験に献身した結果、最凶の煌珠兵器「CIA」と化してしまう。同じ頃にキースとの子供を身籠るも、「貴重な被験体」と言われショックを受ける。子供を無理やり摘出しようとしたらしいキースから子供を守ろうとして彼を殺してしまう。これにより精神は破綻、更に煌珠兵器の能力の暴走により惨事を起こし、以来数百年間、狗輝牢（クキロ）に幽閉されていた。
レンとの再会により、幽閉されていたことで安定していた精神が不安定になり、加えてこれまでにされたことの様々な負担も合わさって、制御不能に陥ってしまう。しまいにはレンのことすら分からなくなってしまい、キースを求めて無差別に攻撃し始めるも、最後はクーとレンの謳で暴走を停止させ、雪晶花の花弁となって空へと散る。
煌珠兵器としての力は、体から太い木の蔓を生やして敵を攻撃したり身を守ること。また最大の特徴として、人間や擬煌珠含むエディルレイドの命を吸収して自分の力とし、傷ついた体の再生もできる。エディルレイドと擬煌珠を吸収した場合はその能力も自分の物にすることも可能。核石の場所は右首筋。
キース＝フェルゲン
声 - 間島淳司
道教指団オルガシオンの指揮者。アルクヴォーレを訪れた際にシアを見初め結婚、彼女と共にエディルガーデンへと向かった。現在のオルガナイトと同様のオッドアイ。エディルレイドが道具として扱われることに心を痛めており、人間とエディルレイドが共存できる理想郷「エディルガーデン」をつくろうとしていた。しかし、アルクヴォーレでの「狩煌珠計画」やエディルレイドを利用した非人道的な実験を行うなど、真意は不明。また、人間でありながら200年以上も生きていたなど、謎も多い。

## 蒼空の戦旗

### ストーリー（蒼）
ガーディアの一地方、広大な砂漠地帯に幾つもの都市国家が点在するエルバス大陸が舞台。
砂漠に栄える太陽の王国・フアジャールの上空に突如現れたいくつもの巨大飛行艇。それはフアジャール王家に代々伝わる七煌宝樹を奪うべく来襲した帝国エディルガーデンの艦隊だった。王女アシェアは国王である父を殺され、大臣の策略によって自らも国を追われてしまう。
エディルガーデンの攻撃により、太陽の照りつける恵み豊かな国から雪の降り積もる極寒の地へと変えられてしまった祖国を復興させるため、幼き姫アシェアとその仲間たちの苦難の旅が幕を開けた。

### 登場人物（蒼）
担当声優はドラマCDでのもの。

#### 主要人物（蒼）
アシェア / アシェアブルカ＝フアジャール14世
声 - 川上とも子（応募者全員サービス版） / 南央美（単行本限定版）
本作の主人公。フアジャールの王女。まだ12歳と幼いが剣術・乗馬を得意とし、どんなときでもあきらめない強い意志と優しい心を持つ。エディルガーデン総統との戦いで命を落とした父・シンガに仕え、父が亡くなったために契約者のいなくなったエディルレイドのジィンと新たに契約し、祖国を蘇らせるため旅立つ。
祖国を蘇らせようという強い意志を持つ一方、祖国を滅ぼしたエディルガーデンに対する憎しみも同じぐらい凄まじく「力が欲しい」という暗く貪欲な願いを心に宿すと、爆発的な破壊力で戦ってしまう。また、世間知らずなため、騙されやすいところがあり、ナウガンやイドラに利用されることがある。メルのジェノサイダーを使ったり、ランギッツに無理な交渉をするなど目的のためなら手段を選ばない危うい純粋さもある。父親のシンガに似ず大のメカ音痴。
後頭部につけているアクセサリーは、アシェアの唯一の友人であるイドラから貰った大切な物。蓋を開けると中には小さく細長い石が回転している。これによって会話（通信）することが可能で、場所などは問わない。
上記のように度々に激しい憎悪で驚異的な力や冷徹な顔を見せていたがイドラの非情な裏切りがきっかけで彼女自身も知らなかった本来の人格が目覚め、リアクトしたイドラを圧倒するほどの強さを見せつけ、破壊の限りを尽くす。この人格は彼女が幼い頃、純粋さ故の残忍だった頃の人格でシンガによって封印されていた。
ジィン / ジィリオ＝ヴェルスーン
声 - 斎賀みつき
属性：陽 / 核石の色：漆黒 / 力の回復方法：日光浴
フアジャールの君主に代々仕えてきた七煌宝樹・ヴェルスーン一属の血をひくエディルレイド。人間形態は短髪で、顔や体型を布で隠すなどすると男性に見られるほどの長身の美女。冷静沈着な性格で判断力に優れ、アシェアの身を守ることをいつも第一に考えているため、時折、アシェア以上に無茶な行動を取ったりすることもある。その一方で男装した自分を見たメルに可憐だと言われ、満更でもなかったり、メルに妹がいたことに驚くなどお茶目な一面もある。同契して戦う以外に、投げナイフによる戦闘も得意。
戦闘形態は光が収束した剣。分析能力に大変優れており、一度見た攻撃には即座に対応し二度は通用しない特性を持つ。この特性からヴェルスーン一属は「常勝の力を持つエディルレイド」と呼ばれる。しかしこの特性はエディルレイドの力が全く絡まない純粋な人間の攻撃に対しては発揮できないらしく、レグジスの剣技には対応しきれなかった。核石の場所は右手首で、形はオニキスがモデルとなっている。初期はクールで無表情だったが近年は驚いた表情を見せたり、褒められて照れ顔を見せるなど女性らしい愛らしさを見せるようになった。幼い頃、無邪気ゆえの残忍なアシェアを恐れていた。
プー / プッフェ＝ルンダー
声 - 渡辺久美子
アシェアの従者の少年。16歳であるが生まれつき小柄な体型で、外見は子供にしか見えない。剣術・乗馬もこなせず、王国の兵士としては落ちこぼれであるが、機械の扱いは大得意。フアジャールに伝わる古代の戦車（チャリオットでなくタンク）レイス＝クレイドールを起動させ、その操縦士としてアシェアの旅の足となる。メルフォンドにはプー太郎と呼ばれている。アシェアにアートからの伝言をする際、イドラに背中を刺され、重傷を負うもダグラハンによって医療室に運ばれた。私利私欲のため、一度裏切ったメルを許したり、狂気に堕ちたアシェアのことを信頼するなど芯の強さを見せた。
メル / メルフォンド＝リブロディク
声 - 三石琴乃
自分の店を出すという夢を叶えるために異大陸からフアジャールへやって来た女商人。エディルガーデンのフアジャール襲撃を何とか乗り切るが開店間際だった店舗を破壊され、乱闘騒ぎを起こして囚われの身となったアシェア達と牢獄の中で出会う。フアジャールに出店予定だった店を旅が終わり、国が復興する際に建て直してもらうことをアシェアに強引に承諾（契約書も書かせた）させ、彼女の旅に無理やり同行する。
お金大好き、自分大好きな性格で、周囲の迷惑を顧みない人物だが、長い間一人で世の中を渡り歩いてきたので、世間知らずなアシェアたち3人の旅を支える重要な役割を持つ。機械類に強く、レイス＝クレイドールのパーツを使って威力の高い兵器を作り上げたり、バイクの操縦もお手の物。
「紅」に登場するシスカの実姉で、顔は似ているがプロポーションは天と地ほど違う。そのプロポーションを生かしてよく男相手に色仕掛け攻撃を仕掛けるが、演技力が乏しいためか作中では今まで一度も成功したことが無い。服の下にはお手製の手榴弾を隠し持っており、そのあたりでもシスカとの共通点を感じさせる。ただし腕力はシスカの方が上らしい。たびたびシスカの口座から勝手に預金を下ろして使っている。フアジャールで自分を助けた男装したジィンの正体を知らず、彼（彼女）を理想の男性としている。一度、イドラに唆され、自身の野望のためにアシェア達を裏切るがその後、間違いに気づき、プッフェに謝罪する一面を見せ、再び、アシェアの仲間としてイドラに立ち向かう。

#### 砂漠の国々の民
シンガ / ヴァルナシンガ＝フアジャール13世
声 - 羽多野渉
フアジャールの国王。アシェアの父にしてジィンのかつてのプレジャー。気さくな人柄で、身分の低いプッフェにも分け隔てなく接していた。アシェアと同じようにジィンも本当の娘のように大事にしてきた。エディルガーデン総統との戦いで絶命。彼の遺体は、ジィンにより、誰の目にも触れることのない場所に埋葬される。
プッフェと同じく機械いじりが好きだったらしく、プッフェとは機械いじりメイツだったらしい。レイス・クレイドールを発見し、整備をしてみるも、動くことはなかったらしく、プッフェにレイス・クレイドールを託す。
太陽の恵みを受けている他の国々からも、非常に信頼されていた。
ナウガン
声 - 高岡瓶々
フアジャール王国国王シンガの元大臣。自らがフアジャール君主「太陽王」となることを企み、エディルガーデンと内通し国軍を率いて遠征に出かける。さらにはアシェアに無実の罪を着せて捕らえ、処刑しようとした。メルフォンドによると体臭がキツイらしい。
トゥルバルド＝カシー＝アイル17世
水の都市国家カシー＝アイルを治める初老の王。生前のシンガと親交が深かった。国を訪れたアシェアに、フアジャールの新たな君主としての力を確かめるため戦いを挑む。ラエラとエウラのプレジャー。
ラエラ / ラエトス＝フィオリトゥーラ、エウラ / エウトス＝フィオリトゥーラ
属性：水 / 核石の色：カーマイン / 力の回復方法：水分補給
トゥルバルドに仕える双子のエディルレイド。カシー＝アイルにおいて水の洗礼の儀式を行う巫女でもある。気が強く、国を大切に思うあまりトゥルバルドの静止を聞かないことが多い。最初はアシェアのことを認めようとせず冷たい態度をとっていた。シンガとは仲が良かった。
戦闘形態は共に水を操る篭手。核石はそれぞれ半分に割ったような形をしており、場所は腹部。
カリィエダ
カシー＝アイルの王宮近衛兵副隊長。ジィンとは近衛兵見習時代からの昔馴染み。男のような口調で話す明るい色の短髪女性。気も正義感も強いが、慌てると騒がしく動き回る。プッフェ曰く「ジィンの知り合いにしては忙しい女性」。
ハル / アラハル＝ヴァペル＝ビジ9世
ヴァペル＝ビジの女王。初老に近い年齢だが、威厳と気品を失わない女王。しかし幼少期は堅苦しい作法などが苦手なおてんばで、いつかは母のような立派な女王になることを自覚しながらも、自分ではなれないかもしれないという不安を抱えていた。だが親友ミディイルの大らかな心と優しさを支えにし、現在のような立派な女王となる。
ミディイル / ミルディイ＝エール＝ビルケ
属性：緑 / 核石の色：ストロベリーレッド / 力の回復方法：沐浴
ヴァペル＝ビジの神陽樹（カーユイ）を支えるエディルレイド。太陽の儀式を行う恵みの巫女でもある。
巫女という重要な仕事を担いながらも、いつも自分のペースを乱さずのほほんとした性格で、稽古から逃げてきたハルの方が呆れるほどの大らかさを持つ。彼女のその大らかさと優しさが常にハルを支えており、女王と巫女という壁を越えて二人は親友となっていった。シンガ亡き後は朽ちゆく神陽樹を一人支え続けていたが、ヴァペル＝ビジに到着したアシェアが儀式を行ってもなぜか神陽樹は復活せず、失敗に終わってしまう。新たな神陽樹が育つよう、自らの核石を新たな神陽樹の種として使用し、亡くなる。
アートラヴァン＝ルンブーラム
ルンブーラムの皇子で、月属性のエディルレイドと人間のハーフ。愛称はアート。男性なので核石は継承されなかったが、エディルレイドの能力である謳をうたうことは可能である。
父に似ず気難しい性格で、いつも眉間にしわを寄せている。象徴は二つもいらないという理由からアシェアのフアジャール復興には手を貸さず、ルンブーラムこそエルバス大陸の象徴にふさわしいとして、アシェアと対立することになる。だがイドラからの不意打ちを喰らい、エディルガーデン強襲により深手を負い、妹を奪われてしまう。
ブルブラス＝ルンブーラム15世
ルンブーラムの国王。ダグラハンとは親友の間柄で、ダグラハンを「ダグちん」と呼ぶ。
穏やかで優しい性格で強引な手段を好まず、国と父を失ったアシェアを気遣う優しさを持つ。現在予断を許さないほど体調を悪くしており、息子のアートに全権限を継承させる。
スーチィ / クスチアン＝アルディルナ
属性：月 / 核石の色：ムーンライト / 力の回復方法：月光浴
ルンブーラムの皇女でアートの妹。幼くして母の核石を受け継いだエディルレイドの少女。幼い身体にジィンにも匹敵する力を秘めていると言われているが、七煌宝樹とは明言されていない。エディルガーデンから狙われ、ルンブーラム強襲犯の手に落ちてしまう。玉遊びが好きで、いつも毬を手放さない。小さな蝙蝠のような動物をお供につれている。核石の場所は鳩尾。
ラズィーズ
今は亡きルンブーラムの王妃。ブルブラスの妻、アートとスーチィの母親。彼女の血を引いたアートとスーチィはエディルレイドと人間のハーフである。スーチィの核石は元は彼女のものだった。

#### エディルガーデン（蒼）
エディルガーデン総統
声 - 安元洋貴
エディルガーデンを支配する男。氷の力を持つエディルレイドを操り、その力は絶大。全身を白い装束で覆っており、その様子からアシェアは彼のことを「白い悪魔」と呼ぶ。自身のエディルレイドを大事にしており、寝込んでいる彼女の傍に常に寄り添っている。
総統のエディルレイド
核石の色：スノーホワイト
エディルガーデン総統のエディルレイド。七煌宝樹の一属。辺り一面を凍らせたり、砂漠の国を雪で覆ってしまったりと、とてつもない力を発揮するが、その反面疲労が凄いらしく、出張の後は寝込んでいたりする。普段は鳥籠のような形をした寝台の中で眠っていて、時折窓辺に出て歌を唄う。「紅」にも僅かに登場しており、同じ七煌宝樹であるレンに興味を抱いている。
ディロイ
オルガナイト幹部。眼鏡をかけている。任務に失敗したグルーテンの死体を見ても顔色1つ変えなかった。「紅」にも登場し、2年前はビーネンリッター達と同格の幹部だったようである。
ウィルト＝ヴァイン
「エディルレイド審理捕護協会ジークフォーゲル」に所属する少年。無邪気かつ残酷な心の持ち主で、涼しい顔で人を殺める性格。戦闘能力は未知数だが、レグジスの剣を片手で止めた事から、体技はかなりもの。アークエイルに恨みがあるのか、ジークフォーゲルとしてのプライドからか、ジークフォーゲルへの侮辱（特にアークエイルと混同されること）を激しく嫌う。レテュという名のフクロウを可愛がっている。
ジィンを捕護（“保護”ではない）するためにアシェア一行の前に現われたが、アシェアのことをとても気に入ったようで、狂気を含んだ愛情をアシェアに向ける。
レグジス
ウィルトと行動を共にするジークフォーゲルの剣士。黒髪で長身、端正な顔立ちだが表情の変化はほとんど無く、常に日本刀のような長刀「黒翼」を携える。トアのプレジャーであると同時に超人的な剣技と体技の持ち主で、レグジス単独でも同契したエディルレイドプレジャーに匹敵する凄まじい戦闘能力を発揮する。
一度「自覚」したことに対して極端な反応を示す特異な体質の持ち主でもあり、レグジス自身が「戦える」と自覚している限りは、他の人間では動くことすら出来ない大怪我を負った状態でも普段通りに戦うことが出来る（暑い場所で「暑い」と自覚させると、滝の如く大汗を流すらしい）。思考回路もかなり独特で、状況の展開を他所に他人の発した言葉について長い間考え続けることがある。ジークフォーゲル（渡り鳥）である自分にはない、「還る場所」に興味がある。
トア / アントス＝アスセーナ
属性：虚 / 核石の色：真紅 / 力の回復方法：香による恍惚感に浸る
レグジスのエディルレイド。真っ黒なドレスと茨のような髪飾りを身に着けている。髪色は明るい黄緑。無口で声も小さく、何かを告げるときにはウィルトの耳元でポソポソと話す。
戦闘形態は柄を大量の茨で覆われた歪な刀身の長剣で、柄の茨がプレジャーの右腕に絡みつく。地を這うような黒い衝撃波と、地面から茨の防壁を発生させる能力を持つ。ジィンやチルルの台詞から、かなり高い能力を持つエディルレイドであることが窺える。核石の場所は額。
グルーテン
声 - 立花慎之介
エディルガーデン総統に仕える男性で、ミリンダのプレジャー。フアジャール襲撃の際、エディルガーデン軍フアジャール居残り部隊の1部隊長としてフアジャールに残る。後にアシェアと対峙するも惨敗。その後、総統に報告に現れた際にジィンを手に入れ損ねたことを口実に、レグジスに無残にも殺される。アシェアと会った時に発した言動から察するに、女にだらしないようである。
ミリンダ
声 - 河原木志穂
属性：地
グルーテンのエディルレイド。金髪をバンダナのようなものでまとめている。美人だが性格ブス。グルーテンと共にアシェアと対峙するが、ジィンの力の前に敗れる。彼女の核石は第1巻と第2巻の裏表紙で位置が逆さまになっている。

#### その他の人物（蒼）
イドラ
声 - 遊佐浩二
アシェアが幼い頃に出会い、親しくなった謎の少年。二人がお互いに遠く離れていても話をすることができる不思議な宝石の入った髪飾りをアシェアに贈った。アシェアのことを世界のどこかから見守っていて、彼女がくじけそうになると励ましてくれる。しかし、陥落した後のフアジャールにてナウガンと接触しているところから、エディルガーデンの関係者であるという可能性も出てきた、謎多き青年。剣術の技量にはすさまじいものがある。アシェアに渡した宝石と同じものをターバンにつけている。現在ではアシェア達と供に行動することになったが、クルジやヴォルクスなど一部の者からは不信感を持たれている。また、今までは彼女を励ましたり、人として常識や心の弱さなどを教えていたが彼女と同行してからは力こそ強さだと教えたり、アート達を「エディルガーデン」の刺客だと殺すよう唆すなど不審な行動を見せ、プッフェがアートの伝言をアシェアに伝えたのをきっかけに本性を現した。彼の目的は太陽王の息子になるため、アシェアを利用し、彼女と自分の子供を作ろうと企んでいた。本性を現したイドラは今までの穏やかさとは違い、冷徹かつ非情でアシェアを自分の目的のための道具としか思っていない。イドラというのもアシェアに近づくために偽ったに過ぎず、本人曰くイドラとは「偶像」でしかない。ジィンやヴォルクスを苦戦させるも真相を知ったアシェアによって倒された。
ダグラハン
砂漠の商隊「ランギッツ」の頭領。強面だが豪快で人がよく、それでいて商隊の誇りも持っている。アシェアのカンパダレース勝利により、アシェアの旅に食糧や道具の提供と協力を約束する。女性に危害を加えないのがモットーらしくそのことをフィロからも馬鹿にされた。
クルジ
砂漠の商隊「ランギッツ」の一員である若者。隊一のカンパダの乗り手。最初はジィンが好みだったようだが、レースで自身を打ち負かしたアシェアに淡い想いを寄せるようになる。イドラとの件でアシェアと蟠りが生まれるが実は既にイドラの本性を知り、彼女がイドラに襲われそうな所を駆けつける。

## 書誌情報
- 東まゆみ 『EREMENTAR GERAD』 マッグガーデン〈ブレイドコミックス〉、全18巻
  1. 2002年10月10日初版発行、ISBN 4-901926-04-7 / 限定版 ISBN 4-901926-01-2
  2. 2002年12月10日初版発行、ISBN 4-901926-19-5
  3. 2003年4月10日初版発行、ISBN 4-901926-37-3
  4. 2003年8月10日初版発行、ISBN 4-901926-69-1 / 限定版 ISBN 4-901926-67-5
  5. 2004年3月10日初版発行、ISBN 4-86127-015-4 / 限定版 ISBN 4-86127-018-9
  6. 2004年8月9日初版発行、ISBN 4-86127-054-5
  7. 2004年11月9日初版発行、ISBN 4-86127-084-7
  8. 2005年4月10日初版発行、ISBN 4-86127-123-1 / 限定版 ISBN 4-86127-120-7
  9. 2005年9月10日初版発行、ISBN 4-86127-168-1 / 限定版 ISBN 978-4-86127-167-0
  10. 2006年3月10日初版発行、ISBN 4-86127-238-6 / 限定版 ISBN 4-86127-203-3
  11. 2006年10月9日初版発行、ISBN 4-86127-310-2 / 限定版 ISBN 4-86127-298-X
  12. 2007年4月10日初版発行、ISBN 978-4-86127-363-6 / 限定版 ISBN 978-4-86127-350-6
  13. 2007年10月10日初版発行、ISBN 978-4-86127-420-6 / 限定版 ISBN 978-4-86127-398-8
  14. 2008年4月28日初版発行、ISBN 978-4-86127-484-8 / 限定版 ISBN 978-4-861274-53-4
  15. 2008年10月10日初版発行、ISBN 978-4-86127-529-6 / 限定版 ISBN 978-4-86127-525-8
  16. 2009年3月25日初版発行、ISBN 978-4-86127-601-9 / 限定版 ISBN 978-4-86127-547-0
  17. 2009年9月25日初版発行、ISBN 978-4-86127-651-4 / 限定版 ISBN 978-4-86127-634-7
  18. 2010年3月25日初版発行、ISBN 978-4-86127-711-5 / 限定版 ISBN 978-4-86127-668-2
- 東まゆみ 『EREMENTAR GERAD -蒼空の戦旗-』 マッグガーデン〈ブレイドコミックス→マッグガーデンコミックス アヴァルスシリーズ〉、全8巻
  1. 2004年8月9日初版発行、ISBN 4-86127-055-3
  2. 2005年4月10日初版発行、ISBN 4-86127-130-4 / 限定版 ISBN 4-86127-121-5
  3. 2006年4月10日初版発行、ISBN 4-86127-252-1 / 限定版 ISBN 4-86127-234-3
  4. 2007年4月10日初版発行、ISBN 978-4-86127-369-8 / 限定版 ISBN 978-4-86127-351-3
  5. 2008年4月28日初版発行、ISBN 978-4-86127-485-5 / 限定版 ISBN 978-4-86127-454-1
  6. 2010年3月25日初版発行、ISBN 978-4-86127-716-0
  7. 2012年1月29日初版発行、ISBN 978-4-86127-941-6
  8. 2013年10月15日初版発行、ISBN 978-4-8000-0223-5

### ガイドブック
- 『EREMENTAR GERAD オフィシャルガイド』2005年5月28日発行、ISBN 4-86127-152-5
- 『EREMENTAR GERAD アルティメットガイド』2009年3月10日発行、ISBN 978-4-86127-616-3

### 画集
- 『紅霹 東まゆみIllustration Works EREMENTAR GERAD"RED"』2003年12月1日発行、ISBN 4-86127-003-0

### 小説
- 『小説 EREMENTAR GERAD-隠された月虹宝珠-』2005年8月29日発行、ISBN 4-86127-174-6
- 『小説 EREMENTAR GERAD-時を移す藍方宝樹-』2007年3月8日発行、ISBN 978-4-86127-376-6

### ムック
- 『TVアニメーション「エレメンタル ジェレイド」スターターブック』2005年3月23日発行、ISBN 4-86127-137-1
- 『TVアニメーション「エレメンタル ジェレイド」パーフェクトガイドブック』2005年9月29日発行、ISBN 4-86127-201-7

### その他
- 『EREMENTAR GERAD シールブック』2005年8月1日発行、ISBN 4-86127-180-0

同名のタイトルで、ドイツ語版も出版されている。英語版もTOKYOPOPから2006年7月11日に1巻が発売された。

## テレビアニメ
「紅」のアニメ版がテレビ東京系にて2005年4月5日から9月27日に放送。ナレーションは土師孝也が担当。
5作目のマッグガーデン発アニメとなる。先の4作品は全て原作漫画（の前作）がかつて旧エニックス発行の漫画雑誌で連載されていたもので、コミックブレイドにて連載開始された作品のアニメ化は本作が初である。
『魔探偵ロキRAGNAROK』『tactics』のアニメはドラマCD（コミックブレイドドラマCDシリーズ）と同一のキャスト（声優）で制作されたが本作では一新された。さらにタイトルロゴや一部の衣服・武器のデザインも原作と異なっている（放送する時間帯による配慮でキーアの衣装のきわどい部分が変更されるなど）。
北米では、当初A.D.Vision（ADV）が権利取得と資金協力を行うとアナウンスされていたが、最終的にはGeneon Entertainment（US）が権利を取得し、DVDを発売している。
台湾では、2008年1月21日より「武器種族傳説」のタイトルで、緯来綜合台（VIDEOLAND ONTV）において放送。

### 登場人物（テレビアニメ）
オーファス
声 - 前田ゆきえ
アニメ版の敵組織「カオスクァイア」三幹部の筆頭格。エディルレイド。冷静沈着な知性派で、古代文字で書かれた書物を常に携えている。主に謳による攻撃を得意とする。
ジルテイル
声 - 斉藤貴美子
カオスクァイア三幹部の一人。エディルレイド。気性の荒い武闘派で強い力を持つ相手との戦いを好む。鞭の使った戦いが得意。
アジェンナ
声 - 藤野とも子
カオスクァイア三幹部の一人。エディルレイド。継ぎ接ぎされたウサギの人形をいつも手に抱えている。少女趣味な服装と言葉遣いとは裏腹に残忍な心を持つ。
イヴ / プリエイル・ヴェルン
声 - 寺田はるひ
エディルガーデンの女王。エディルレイドやスティンレイドを新たに生み出すためその力を長い間オーファスらに利用されていた。自らの死期が近いことを悟り、助けを求めてレンの夢の中に現れ、彼女にエディルガーデンへ来るよう呼びかけていた。最後は死んだクードに自らの命を与え命を引き取った。風貌がレンによく似ている。
セレナ / セレサ・ゲーナ
声 - 真田アサミ
金髪のエディルレイドの少女。左手に薄青い核石がある。彼女は当初、最愛の恋人であるアレックスから引き離されてアークエイルに保護されていた。しかし彼女はアレックスに会う決意をし、そこを飛び出した。エディルレイドハンターのヴォルクスに襲われるなか、彼女は彼の墓石の前で再会を果たす。その後、アークエイルに戻り、そこのプレジャーと契約する。

### スタッフ
- 原作 - 東まゆみ（マッグガーデン刊行『月刊コミックブレイド』連載）
- 監督 - うえだしげる
- 企画 - 保坂嘉弘、川村明廣、下地志直
- シリーズ構成 - 荒川稔久
- キャラクターデザイン・総作画監督 - 堀たえ子
- メカニックデザイン - 桝田浩史
- セットデザイン協力 - 山岡信一
- 美術監督 - 小倉宏昌、合六弘
- 色彩設計 - 井上佳津枝
- 撮影監督 - 谷内潤
- 編集 - 大竹弥生
- 音響監督 - 亀山俊樹
- 音楽 - 梶浦由記
- プロデューサー - 東不可止、板橋秀徳、佐藤徹
- 製作 - テレビ東京、創通映像、XEBEC

### 主題歌
オープニングテーマ「Forever...」
歌 - savage genius / 作詞 - ああ / 作曲 - takumi / 編曲 - 鈴木Daichi秀行
エンディングテーマ「約束」
歌・作詞・作曲 - 黒田倫弘 / 編曲 - 馬場一嘉
挿入歌「everlasting song」
歌 - FictionJunction ASUKA / 作詞・作曲・編曲 - 梶浦由記
- 最終回エンディングテーマにも使用された。

### 各話リスト
| 話数       | サブタイトル                             | 脚本         | 絵コンテ            | 演出         | 作画監督                     | 放送日        |
| ---------- | ---------------------------------------- | ------------ | ------------------- | ------------ | ---------------------------- | ------------- |
| 第一唱     | 空と風の謳（うた）                       | 荒川稔久     | うえだしげる        | うえだしげる | 堀たえ子                     | 2005年 4月5日 |
| 第二唱     | 運命の同契（リアクト）                   | 荒川稔久     | うえだしげる 孫承希 | 孫承希       | 今井雅美                     | 4月12日       |
| 第三唱     | 裏切りの七煌宝樹                         | 玉井☆豪      | 湖山禎崇            | 佐々木勝利   | 岩崎光洋                     | 4月19日       |
| 第四唱     | 光と闇の核石（エレメンタルジェレイド）   | 高山カツヒコ | 山川吉樹            | 筑紫大介     | 柳瀬雄之                     | 4月26日       |
| 第五唱     | あの日の落涙（ティアドロップ）           | 小山田風狂子 | 木村真一郎          | うえだしげる | 津熊健徳                     | 5月3日        |
| 第六唱     | 同契者（プレジャー）を見つめて           | 高山カツヒコ | 孫承希              | 孫承希       | 今井雅美                     | 5月10日       |
| 第七唱     | 併唱謳（オブリガーズ）への決意           | 高山カツヒコ | 葛谷直行            | 高橋順       | 高橋晃                       | 5月17日       |
| 第八唱     | 戦慄の煌珠狩者（エディルレイドハンター） | 玉井☆豪      | 神谷純              | 孫承希       | 前田明寿 崔富京              | 5月24日       |
| 第九唱     | 港町（ラズフェ=アンクル）の秘密          | 村山桂       | 坂田純一            | 清水一伸     | 岩崎光洋                     | 5月31日       |
| 第十唱     | 愛と欲望の賭闘場（ミリアルド=トレイ）    | 村山桂       | 太田雅彦            | 筑紫大介     | 窪田康高                     | 6月7日        |
| 第十一唱   | 復讐の賭闘士（クラスファイター）         | 荒川稔久     | 菱川直樹            | 菱川直樹     | 高橋晃                       | 6月14日       |
| 第十二唱   | 自由への疾走                             | 荒川稔久     | 池端隆史            | 孫承希       | 津熊健徳                     | 6月21日       |
| 第十三唱   | 守護翼（アークエイル）                   | 高山カツヒコ | うえだしげる        | うえだしげる | 今井雅美                     | 6月28日       |
| 第十四唱   | 煌珠狩者（エディルレイドハンター）、再臨 | 玉井☆豪      | 太田雅彦            | 高橋順       | 服部憲知                     | 7月5日        |
| 第十五唱   | 大風車の村（エレ=ブランカ）              | 村山桂       | 坂田純一            | 清水一伸     | 岩崎光洋                     | 7月12日       |
| 第十六唱   | 追憶の銃弾（ワイルドブリッド）           | 小山田風狂子 | うえだしげる        | 安東信悦     | 小嶋悟司                     | 7月19日       |
| 第十七唱   | 波瀾の邂逅                               | 花田十輝     | 榎本明広            | 筑紫大介     | 高橋晃                       | 7月26日       |
| 第十八唱   | 偽りの同契（リアクト）                   | 川崎ヒロユキ | 菱川直樹            | 菱川直樹     | 大木賢一                     | 8月2日        |
| 第十九唱   | 石ころの想い                             | 荒川稔久     | 孫承希              | 孫承希       | 前田明寿                     | 8月9日        |
| 第二十唱   | 擬煌珠（フィロ）                         | 高山カツヒコ | 安藤真裕            | 安東信悦     | 小嶋悟司                     | 8月16日       |
| 第二十一唱 | 明かされた真実                           | 村山桂       | 二瓶勇一            | 菱川直樹     | 高橋晃                       | 8月23日       |
| 第二十二唱 | 葬られし伝説                             | 村山桂       | 二瓶勇一            | 河野利幸     | 今井雅美 加藤雅之 加藤はつえ | 8月30日       |
| 第二十三唱 | 約束                                     | 玉井☆豪      | 菱川直樹            | 安東信悦     | 小嶋悟司                     | 9月6日        |
| 第二十四唱 | 煌珠楽園（エディルガーデン）             | 花田十輝     | 坂田純一            | 清水一伸     | 岩崎光洋                     | 9月13日       |
| 第二十五唱 | 混沌の礼讃謳（カオスクァイア）           | 村山桂       | 榎本明広            | 孫承希       | 高橋晃                       | 9月20日       |
| 第二十六唱 | 天空と未来の謳（うた）                   | 荒川稔久     | うえだしげる        | うえだしげる | 前田明寿                     | 9月27日       |

### 放送局
| 放送地域     | 放送局                 | 放送期間                 | 放送日時                                |
| ------------ | ---------------------- | ------------------------ | --------------------------------------- |
| 関東広域圏   | テレビ東京             | 2005年4月5日 - 9月27日   | 火曜 18:00 - 18:30                      |
| 北海道       | テレビ北海道           | 2005年4月5日 - 9月27日   | 火曜 18:00 - 18:30                      |
| 愛知県       | テレビ愛知             | 2005年4月5日 - 9月27日   | 火曜 18:00 - 18:30                      |
| 大阪府       | テレビ大阪             | 2005年4月5日 - 9月27日   | 火曜 18:00 - 18:30                      |
| 岡山・香川県 | テレビせとうち         | 2005年4月5日 - 9月27日   | 火曜 18:00 - 18:30                      |
| 福岡県       | TVQ九州放送            | 2005年4月5日 - 9月27日   | 火曜 18:00 - 18:30                      |
| 日本全域     | BSジャパン             | 2005年4月6日 - 9月28日   | 水曜 18:25 - 18:55                      |
| 日本全域     | アニメシアターX (AT-X) | 2005年4月25日 - 10月20日 | 月曜 10:00 - 10:30 （リピート放送あり） |

この他、2006年10月よりインターネット放送局GyaOでもストリーミング配信が行われていた。
| テレビ東京系 火曜18:00枠 | テレビ東京系 火曜18:00枠 | テレビ東京系 火曜18:00枠 |
| 前番組                   | 番組名                   | 次番組                   |
| ------------------------ | ------------------------ | ------------------------ |
| スクールランブル         | エレメンタル ジェレイド  | capeta                   |

## ゲーム

### コンピュータゲーム
エレメンタル ジェレイド-纏え、翠風の剣-（-まとえ、すいふうのつるぎ-）
2005年6月30日にタイトーより発売されたPlayStation 2用3D対戦型格闘ゲーム。CERO：B（12才以上対象）。登場人物はクー&レン、シスカ、ローウェン&キーア、ヴォルクス&チルル、ラサティ&リィリア、フィロ、グレイアーツ&ココウェット、ビーゾン&パール、グラディアス&イドゥイ。原作の物語を再現した「ストーリーモード」の他、通常の格闘ゲームに見られる、アーケードモード、対戦モードなども設定されている。「シンクロゲージ」をためることにより朋誦の謳（超必殺技）の発動が可能。
エレメンタル ジェレイド〜封印されし謳〜（〜とざされしうた〜）
2005年7月7日にタカラトミーより発売されたGBA用バトルアドベンチャーゲーム。港町ポルトガレオンを舞台としたゲームオリジナルストーリー。カールセン、エンダという2人のゲームオリジナルキャラクターも登場する。
エレメンタル ジェレイド
2005年5月からタイトーより配信されている携帯電話向け2D対戦格闘ゲーム。NTTドコモ、au、ソフトバンクモバイルの機種に対応。登場キャラはクー&レン、シスカ、ローウェン&キーア、ヴォルクス&チルル、ラサティ&リィリア、フィロ、グレイアーツ&ココウェット、グラディアス&イドゥイ。

### トレーディングカードゲーム
EREMENTAR FRONT（エレメンタル フロント）
作品のキャラやアイテムなどが登場するカードゲーム。PRカード60種（「紅」コミックス1巻限定版付録「EREMENTAR FRONT PREMIUM STARTER BOX」付属）、EXカード10種（「紅」コミックス4巻限定版付録）、MXカード2種（コミックブレイドMASAMUNE2003年夏季・秋季号付録）、の計72種。原作中には登場していないキャラが描かれたカードも含まれている。

## 関連商品

### ドラマCD

#### 紅
フロンティアワークスより発売
- 第1巻「天翔艇」編（2003年10月24日発売）
- 第2巻「煌珠狩人」編（2004年9月24日発売）
- 第3巻「賭闘場」編（2005年8月24日発売）

#### 蒼
- 応募者全員サービス
- 単行本限定版ドラマCD

### CD
- ビクターエンタテインメント発売
  - サウンドトラック「エレメンタル ジェレイド オリジナルサウンドトラック1」梶浦由記
  - オープニングテーマ「Forever...」savage genius
  - エンディングテーマ「約束」黒田倫弘
  - 挿入歌「everlasting song」FictionJunction ASUKA
  - 同契（リアクト） Re-No:1 SOUND SIDE
  - 同契（リアクト） Re-No:2 DRAMA SIDE

### DVD
- ジェネオンエンタテインメント発売
  - エレメンタル ジェレイド アニメ化記念DVD-序唱-
  - エレメンタル ジェレイド DVD全9巻[7]

### フィギュア
- ユージン発売
  - エレメンタル ジェレイド ツインマスコット（クー・レン・シスカ・ローウェン・キーア・フィロ+シークレット）[8]
  - TFC エレメンタル ジェレイド（クー・レン・シスカ・キーア・ラサティ・リィリア+シークレット）
  - SRDX エレメンタル ジェレイド レン